# Бенгалия
Бенгалия или Бенгал (на бенгалски: বাংলা Bangla) е исторически и географски регион в североизточната част на Индийския субконтинент на върха на Бенгалския залив. Днес той е разделен между държавата Бангладеш и индийския щат Западна Бенгалия, макар че някои региони на предишните кралства Бенгалия (по време на местни монархически режими и британско управление) сега са част от съседните индийски щати Бихар, Джаркханд, Асам, Трипура и Ориса. По-голямата част от Бенгалия се обитава от бенгалци (বাঙালি Бангали), които говорят бенгалски език (বাংলা Бангла).
Регионът на Бенгалия е един от най-гъсто населените региони на земята, с гъстота на населението, надвишаваща 900/km². Повечето от бенгалския регион лежи в ниската Ганг–Брахмапутра речна делта или Гангска делта, най-голямата делта на света. В южната част на делтата лежат Сундарбаните – най-голямата мангрова гора и дом на бенгалския тигър. Въпреки че населението на региона е главно селско и аграрно, в Бенгалия са разположени два мегаполиса – Калкута и Дака. Бенгалският регион е известен с богатото си литературно и културно наследство, както и с огромния си принос към социално-културното издигане на индийското общество под формата на Бенгалското възраждане и революционните дейности по време на Индийското движение за независмост.